# Senice na Hané
El pueblo Senice na Hané se encuentra en la provincia de Olomouc (Olomoucký kraj). Está situado en las riberas del río Blato a 18 km de la ciudad estatutaria – Olomouc y tiene 1812 habitantes. 

## Nombre
Hace un tiempo el pueblo se llamaba „Hrubá“ o „Veliká“, después del año 1918 recibió el nombre „Senice na Moravě“ y desde el año 1930 entró en vigor el nombre actual Senice na Hané. 

## Historia
Los descubrimientos más antiguos provienen ya del paleolítico, en el siglo VI y VII legaron los eslavos con su llegada comenzó la población continua. Gracias a la primera mención escrita del año 1078 sabemos que Senice na Hané es uno de los pueblos más antiguos de Moravia. Más tarde, en el siglo XIV. se construyó en Senice na Hané la iglesia parroquial y por eso el pueblo se convirtió en el centro de las aldeas vecinas. 
El hecho importante en la historia de Senice na Hané era la Guerra de los Treinta Años. En el año 1642 el ejército sueco ocupó Olomouc e intentó someter a los pueblos en los alrededores. Conquistó Litovel y Uničov pero los habitantes de Senice se unieron y defendieron su pueblo. Se dice que en las luchas asistían también las mujeres que vertían la papilla a los enemigos. 
El monumento más importante es el templo de Santa María Magdalena que fue construido en el año 1705. Se sabe que antes existía una iglesia original que se quemó. El cuadro de Santa María Magdalena para el altar mayor lo creó  un pintor de Olomouc que se llamaba Josef Pilz.
La educación en el campo no era muy importante y Senice no era ninguna excepción, la primera mención escrita sobre la escuela proviene del año 1680.
En la segunda mitad del siglo XIX se canceló la servidumbre, lo que para Senice significó un cambio en la división administrativa. La estructura de la población era muy simple, prevalece la nacionalidad checa y la religión católica. Había solo 5 alemanes y 4 judíos. Gracias al equilibrio no había conflictos políticos o religiosos en Senice. 
La Primera Guerra Mundial significó para Senice 14 muertos, que fue un impuesto grande pero bastante aceptable en comparación con los pueblos vecinos. El 28 de octubre 1918 nació Checoslovaquia autónoma, lo que para Senice no significaba ningún cambio en la estructura social
Durante la ocupación alemana y luego el establecimiento del Protectorado de Bohemia y Moravia en 1939 en Senice (igual que en todo el país) no podían funcionar los partidos políticos ni las asociaciones. Por culpa de la intención de germanización total, llegaron al pueblo checo los primeros alemanes. En el año 1943 fueron mandadas  dos familias gitanas de Senice a los campos de concentración. 
La Segunda Guerra Mundial no significó solo la decadencia para Senice, sino también el desarrollo económico porque se restableció la fábrica local. 
En cuanto a la resistencia contra los nazis hay que mencionar por ejemplo B. Eliáš, J. Kvapilík, F. Martínek, que lucharon en el extranjero, o los pilotos F. Pytlíček y J. Tichý. 
Debido a la lucha directa en Senice que ocurrió el 8 de mayo de 1945 algunas casas quedaron destruidas o quemadas. 
Hubo varios cambios en la administración territorial y en el año 1989 Senice na Hané pasó a ser una ciudad definitivamente  independiente.

## Monumentos y personajes
Como ya se ha dicho el monumento más importante y famoso de Senice es la Iglesia de Santa María Magdalena que pertenece al estilo barroco y que fue construida  entre los años 1704 – 1705. En Senice hay algunos otros monumentos más pequeños como por ejemplo la capilla barroca de San José o la columna con la estatua de San Isidro. 
En cuanto a los personajes, Jan Věnceslav Pavelka se considera como el más importante. Nació en 1856 y fue propagador del avance de la agricultura. Fue también uno de los fundadores de la lechería en Senice en 1895.